# Okrug Raška
| Raški Okrug     | Raški Okrug     |
| Lage in Serbien | Lage in Serbien |
| --------------- | --------------- |
| Staat:          | Serbien         |
| Fläche:         | 3.918 km²       |
| Einwohner:      | 300.274 (2002)  |
| Hauptstadt:     | Kraljevo        |
| ISO 3166-2:     | RS-18           |

Raška (serbisch Рашки округ, Raški okrug) ist ein Verwaltungsbezirk im Südwesten  Zentralserbiens.
Er besteht aus folgenden Gemeinden (opštine):
- Kraljevo
- Vrnjačka Banja
- Raška
- Novi Pazar
- Tutin

Dieser Bezirk hat laut Volkszählung 2002 300.274 Einwohner. Der Hauptverwaltungssitz ist die Stadt Kraljevo.
In der Umgebung von Kraljevo befindet sich das Kloster Žiča. Das spirituelle Zentrum des serbischen Mittelalters wurde im Jahre 1220 fertiggestellt und entwickelte sich zum Zentrum der serbischen Archiepiskopie.
Das Kloster Studenica wurde Ende des 12. Jahrhunderts fertiggestellt und stellt eine großzügige Stiftung des serbischen Fürsten Stefan Nemanja dar. Es weist reiche Verzierungen auf und beherbergt zahlreiche Ikonen und eine große Bibliothek. Nachdem der Fürst Mönch geworden und nach Hilandar in die Mönchsrepublik auf dem Berg Athos gezogen war, kümmerte sich sein ältester Sohn Stefan Nemanjić um das Kloster.
Eine Stiftung des Königs Stefan Uroš I. ist das Kloster Sopoćani aus dem Jahre 1260, das beispielhaft für die europäische Malerei des Mittelalters steht und 1979 von der UNESCO zum Welterbe erklärt wurde.
Den wirtschaftlichen Schwerpunkt des Bezirks bilden die Industrie (Magnohrom), das Lokomotivwerk und die Schienenfabrik in Kraljevo, die Holzverarbeitung (Jasen) und der Betrieb „Elektro Srbija“.